# Sven Sköld (konstnär)

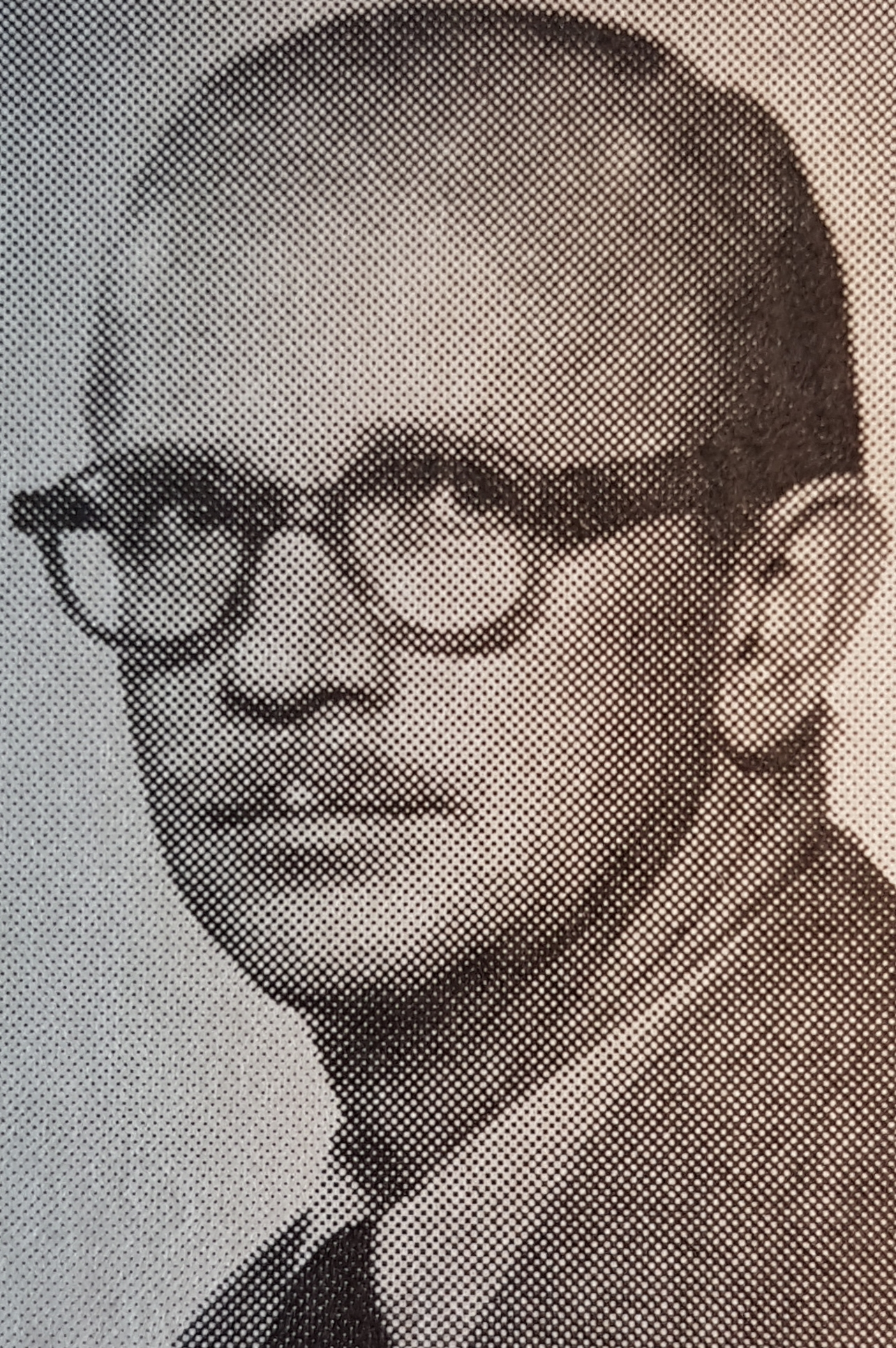
Sven Sköld.

Sven Valfrid Sköld, född 12 februari 1909 i Stockholm, död i februari 1986 i Norge, var en svensk tecknare, målare och medaljkonstnär.
Han var fosterson till bokföraren Carl Alfred Sköld och Elisabeth Petra Wahlström och från 1935 gift med Karin Viola Lovisa Nilsson. Efter folkhögskolestudier studerade han konst vid Welamsons målarskola i Stockholm. Han var anställd som tecknare vid Westins ateljé i Stockholm 1935–1949 och arbetade därefter huvudsakligen som frilans men med tillfälliga anställningar vid olika reklamfirmor i Stockholm och Köpenhamn. Han var huvudsakligen verksam som bokillustratör och utförde för svenska flygvapnet en mängd illustrationer för deras handböcker. Under senare år var han anställd vid Almqvist & Wiksells förlag där han svarade för en stor del av illustrationerna till bildordboken Focus. 
Han intresserade sig för heraldik och studerade den konstformen privat för heraldiken Arvid Berghman vilket ledde till att han på uppdrag av Berghman illustrerade Dynastin Bernadottes vapen och det svenska riksvapnet 1944 och Borgerlig vapenrulla 1950. Som heraldisk konstnär anlitades han av åtskilliga ämbetsverk och privata institutioner och har bland annat utformat fanor för regementen och arbeten till Svenska Kommunalheraldiska Institutet. Som ett sidospår ledde hans utbildning i heraldik till att han blev en av Sveriges främsta exlibriskonstnärer med ett 50-tal blad där nästan alla har ett heraldiskt vapen eller av typen märkesexlibris. Hans exlibris och heraldiska verksamhet uppmärksammades även utomlands och han blev som första utlänning 1956 som belönades med en silvermedalj instiftad av Colégio de Armas e Consulta Heráldica i Brasilien. 
I mindre omfattning var han även verksam som stafflikonstnär och utförde stilleben och landskapsskildringar i akvarell, gouache eller olja. Han medverkade i Svenska exlibrisföreningens utställningar i Stockholm 1948 samt 1960 och tillsammans med John Johnson ställde han ut med oljemålningar och akvareller i Västervik 1948. Sköld är representerad vid Kungliga Myntkabinettet i Stockholm med ett par plaketter.